# پاین پی‌ای-۲۲
پاین پی‌ای-۲۲ (به انگلیسی: Payen_PA-22) یک هواگرد از نوع هواگرد آزمایشی ساخت شرکت Payen است. هواگرد پاین پی‌ای-۲۲ نخستین پروازش را در ۱۸ اکتبر ۱۹۴۲ میلادی انجام داد. در مجموع، تعداد ۱ فروند از این هواگرد ساخته شده‌است.